# Ballon d’Or 1961

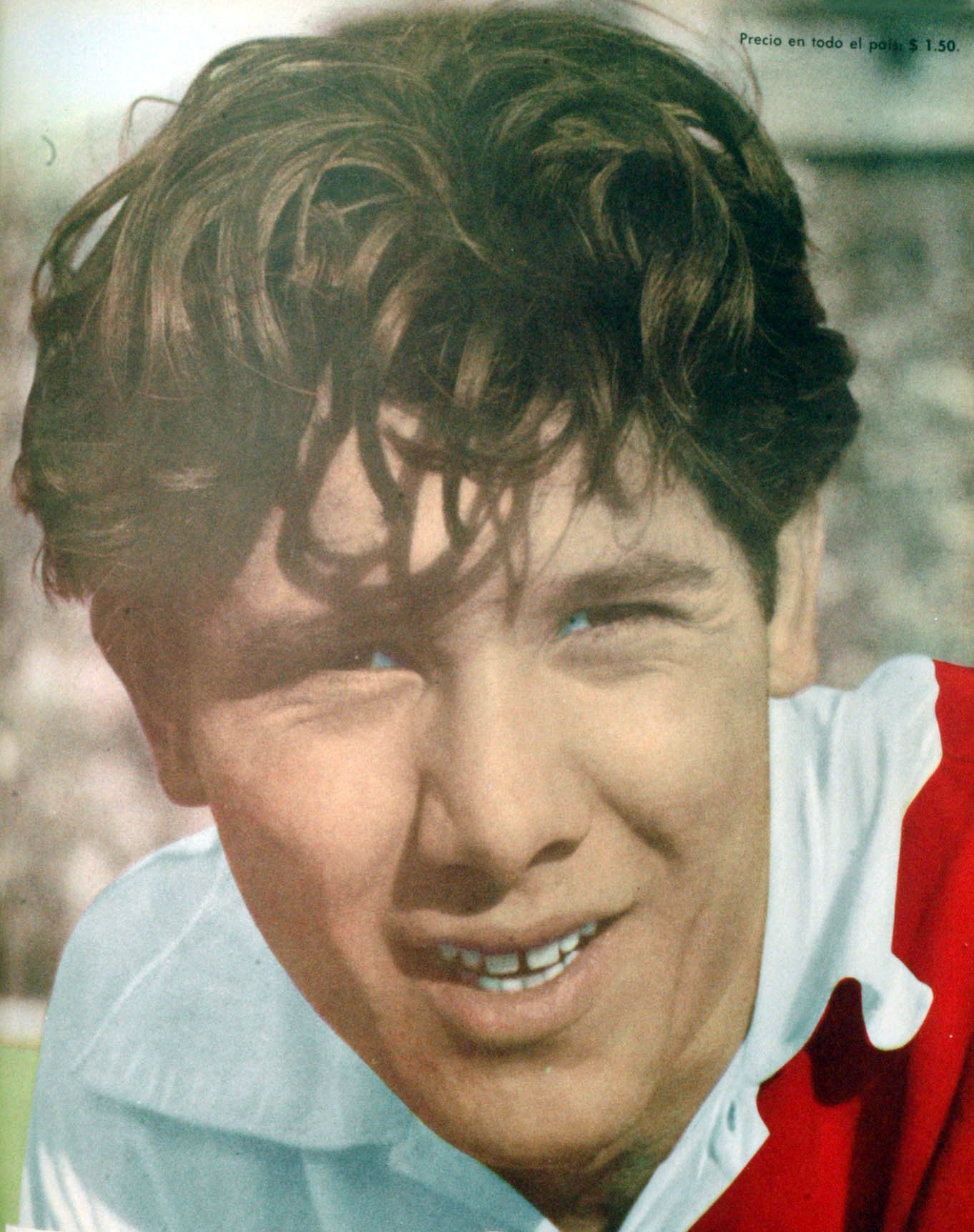
Europas Fußballer des Jahres 1961: Omar Sívori

Die sechste Verleihung des Ballon d’Or (französisch für Goldener Ball) der Zeitschrift France Football erfolgte 1961. Sieger wurde der argentinisch-italienische Spieler Omar Sívori.

## Ergebnis
Am 12. Dezember 1961 veröffentlichte France Football das Ergebnis:
1. Omar Sívori (Juventus Turin) (46)
2. Luis Suárez (FC Barcelona/Inter Mailand) (40)
3. Johnny Haynes (FC Fulham) (22)
4. Lew Jaschin (Dynamo Moskau) (21)
5. Ferenc Puskás (Real Madrid) (16)
6. Uwe Seeler (Hamburger SV) (13)
  Alfredo Di Stéfano (Real Madrid) (13)
7. John Charles (Juventus Turin) (10)
8. Francisco Gento (Real Madrid) (8)
9. Bobby Charlton (Manchester United) (5)
 Gerhard Hanappi (Rapid Wien) (5)
  José Águas (Benfica Lissabon) (5)
 José Santamaría (Real Madrid) (5)
 Dragoslav Šekularac (Roter Stern Belgrad) (5)
 Josef Masopust (Dukla Prag) (5)
 Gyula Grosics (FC Tatabánya) (5)

1. Micheil Meschi (Dinamo Tiflis) (4)
 Germano (Benfica Lissabon) (4)
 Danny Blanchflower (Tottenham Hotspur) (4)
 Kurt Hamrin (AC Florenz) (4)
 Horst Szymaniak (Karlsruher SC/Catania Calcio) (4)
 Wiktor Ponedelnik (SKA Rostow) (4)

1. Denis Law (AC Turin) (3)
 Max Morlock (1. FC Nürnberg) (3)
 Horst Nemec (Austria Wien) (3)
 José Augusto (Benfica Lissabon) (3)
 Slawa Metreweli (Torpedo Moskau) (3)

1. Jimmy Greaves (FC Chelsea/AC Mailand/Tottenham Hotspur) (2)
 Lajos Tichy (Honvéd Budapest) (2)
  Costa Pereira (Benfica Lissabon) (2)
 Gert Dörfel (Hamburger SV) (2)
 Lucien Muller (Stade Reims) (2)
 Norbert Eschmann (Stade Français) (2)
 Pierre Bernard (CS Sedan/Olympique Nîmes) (2)

Darüber hinaus erhielten Rudolf Kučera (, Dukla Prag), Mário Coluna (, Benfica Lissabon), Eusébio (, Benfica Lissabon), Dumitru Macri (, Rapid Bukarest), Karl Stotz (, Austria Wien), Gernot Fraydl (, Austria Wien), Charles Antenen (, FC La Chaux-de-Fonds), Jimmy McIlroy (, FC Burnley), Karl Koller (, First Vienna FC) je eine Stimme.